# Tupandactylus imperator
Espèce
Synonymes
- Tapejara imperator Campos & Kellner, 1997.

Tupandactylus imperator (« doigt de Tupan empereur ») est une espèce fossile de ptérosaures de la sous-famille fossile des Tapejarinae et du genre Tupandactylus. Il a vécu à la fin du Crétacé inférieur près de la limite des étages Aptien et Albien. Il a été découvert dans la formation géologique de Crato au Brésil.
Longtemps appelé Tapejara imperator, Tupandactylus était pourtant très différent du genre Tapejara. Tupandactylus imperator est le ptérosaure à la plus grande crête de tous les temps, bien qu'il ne soit pas le plus grand ptérosaure ayant existé. Il est connu grâce à quatre crânes fossiles, le dernier étant le mieux conservé et révélant sa mâchoire inférieure.

## Historique
L'espèce Tupandactylus imperator est décrite en 1997 par les paléontologues Diógenes de Almeida Campos (d) & Alexander Wilhelm Armin Kellner, sous le protonyme Tapejara imperator,.

### Fossiles
Selon Paleobiology Database en 2025, cette espèce Tupandactylus imperator a deux collections référencées de fossiles. Ces deux collections sont de l'Aptien supérieur du Crétacé inférieur, c'est-à-dire datent de 122,46 à 113 Ma avant notre ère.

### Répartition
Ces deux collections proviennent de la formation géologique de Crato dans l'état du Ceará au Brésil.

### Étymologie
Tupandactylus imperator signifie « doigt de Tupan empereur », en référence au dieu du tonnerre des Tupis. Il est appelé imperator, empereur, à cause de sa grande crête. Comme chez tous les ptérosaures, son quatrième doigt était plus grand que les trois autres.

### Dénomination
Découvert en 1997, il a d'abord été décrit comme une espèce du genre Tapejara, T. imperator. Cette erreur ne fut rectifiée que dix ans plus tard, en 2007. Cette erreur est également arrivée avec Tupandactylus navigans, lui aussi considéré autrefois comme une espèce du genre Tapejara, et qui est apparu sous ce nom dans la série documentaire Sur la terre des dinosaures de la BBC en 1999.

## Description
Tupandactylus imperator avait une crête très volumineuse, mais très fine. Elle mesurait deux fois et demi la longueur de son crâne (qui fait 79 cm de long). Elle mesurait 1,68 m de long et était tenue par de longues « baguettes » osseuses. La crête avait probablement une utilité au niveau de la séduction, de la reconnaissance entre les individus et l'intimidation. L'envergure de T. imperator atteignait sans doute entre 4 et 5 m, pour un poids de 50 kg. Son bec court et très étroit n'avait pas de dents, et le bout de sa mâchoire inférieure portait une bosse, ce qui supposait qu'il devait principalement se nourrir de fruits et de plantes. Il avait une queue très courte. Son corps était entièrement couvert de pycnofibres qui s'étendait, d'après le quatrième crâne découvert, jusqu'à la tête.

## Paléoécologie
Issu de la formation de Crato au Brésil, Tupandactylus imperator cohabitait avec d'autres ptérosaures. Outre T. navigans, on trouvait Arthurdactylus, Aymberedactylus, Brasileodactylus, Lacusovagus et Ludodactylus. Il avait aussi l'oiseau Cratoavis.

### Publication originale
- [1997] (en) D. A. Campos et A. W. A. Kellner, « Short note on the first occurrence of Tapejaridae in the Crato Member (Aptian), Santana Formation, Araripe Basin, Northeast Brazil », Anais da Academia Brasileira Ciências, vol. 69, no 1,‎ 1997, p. 83–87.